# Antymetabolit

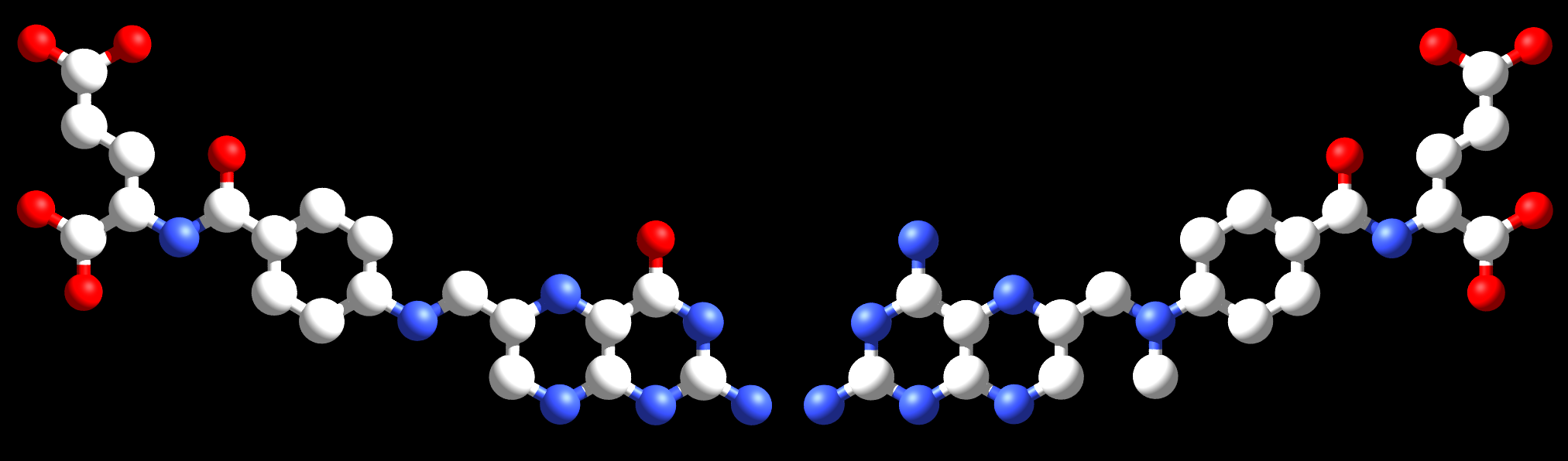
Kwas foliowy (po lewej) oraz jego antymetabolit – metotreksat (po prawej)

Antymetabolit – związek chemiczny zaburzający przebieg określonego szlaku metabolicznego wewnątrz komórki poprzez wyparcie naturalnie występującego metabolitu. Zwykle cechuje się dużym podobieństwem strukturalnym, umożliwiającym zajęcie identycznego miejsca aktywnego w enzymie docelowym. W przeciwieństwie do typowego substratu katalizowana reakcja nie przebiega poprawnie, w następstwie trwale unieczynniając białko enzymatyczne lub wytwarzając produkt o nieprawidłowej budowie. Wywierany efekt jest w znacznym stopniu nieswoisty, przez co zostaje zakłócone funkcjonowanie wszystkich komórek przeprowadzających daną reakcję.
Antymetabolity często mają właściwości toksyczne. Z uwagi na możliwość hamowania rozwoju i proliferacji komórek niektóre z nich stosuje się w chemioterapii nowotworów i leczeniu immunosupresyjnym. Związki wybiórczo zaburzające szlaki metaboliczne patogennych drobnoustrojów są używane jako antybiotyki, leki przeciwwirusowe i przeciwgrzybicze.

## Antymetabolity jako leki

### Onkologia
Najważniejszym praktycznym zastosowaniem antymetabolitów jest terapia nowotworów – poprzez „antymetabolity” zwykle rozumie się właśnie leki do chemioterapii. Związki te, na różne sposoby zaburzając syntezę DNA, uniemożliwiają prawidłowy przebieg cyklu komórkowego. Tkanka zmieniona nowotworowo, wykazując szczególnie wysoką aktywność mitotyczną (tzn. szybkość podziałów komórek), jest najbardziej narażona na ich działanie. Niemniej jednak często występują również efekty niepożądane w postaci supresji komórek o wysokim tempie odnowy: w szpiku kostnym i nabłonku przewodu pokarmowego.
Antagonisty kwasu foliowego: blokowanie reduktazy dihydrofolianowej prowadzi do zmniejszenia puli dostępnego produktu: tetrahydrofolianu. Uniemożliwia to syntezę zasad azotowych: tymidyny, a także puryn. Leukoworyna (folinian wapnia) potrafi częściowo odwrócić wyrządzone szkody.
- metotreksat jest najważniejszym przedstawicielem tej grupy leków
- aminopteryna (obecnie rzadko stosowana)
- pemetreksed, dzięki różnicom w transporcie i miejscu działania, ma odmienne wskazania terapeutyczne
- raltitreksed oddziałuje głównie z syntazą tymidylanową
- lometreksol hamuje wczesne etapy syntezy puryn

Analogi pirymidyn: strukturalnie przypominają zasady azotowe wchodzące w skład DNA i RNA: tymidynę, uracyl i cytydynę. Zapobiegają syntezie odpowiednich nukleozydów i nukleotydów. Przyłączone do tworzonej nici DNA, zaburzają proces elongacji. Dokładny zakres działania zależy od aktywnych szlaków biochemicznych, odpowiedzialnych za syntezę i odzyskiwanie (ang. salvage reaction) prekursorów tych związków.
- 5-fluorouracyl zastępując tymidynę zaburza syntezę DNA; jako substytut uracylu zniekształca strukturę RNA.
- tegafur/uracyl podawane są w stosunku molowym 1:4; tegafur jest przekształcany w 5-fluorouracyl, a uracyl hamuje szybkość jego rozkładu.
- kapecytabina, kolejny prolek 5-fluorouracylu
- cytarabina zajmuje miejsce cytydyny w nici DNA, zaburzając jego replikację
- gemcytabina hamuje (w postaci ufosforylowanej) proces produkcji fosforanu deoksycytydyny; blokuje również syntezę RNA
- 5-azacytydyna, decytabina to kolejne związki, które w przyszłości mogą być użyte w terapii białaczek

Analogi puryn: badania antymetabolitów purynowych dostarczyły nie tylko nowych leków do zwalczania nowotworów złośliwych, ale również do terapii immunosupresyjnej (azatiopryna), antywirusowej (acyklowir, gancyklowir itp.) oraz dny moczanowej (allopurynol).
- kladrybina, analog deoksyadenozyny o dużym powinowactwie do komórek limfoidalnych
- fludarabina hamuje polimerazę DNA oraz inne enzymy związane z jego syntezą
- 6-merkaptopuryna i 6-tioguanina to ważne inhibitory syntezy puryn
- pentostatyna, analog hipoksantyny, hamuje aktywność deaminazy adeninowej (ADA)

### Choroby zakaźne
Antymetabolity mogą w analogiczny sposób wpływać na rozwój innych organizmów. Na ich efekcie toksycznym w stosunku do patogenów opera się leczenie chorób zakaźnych. Drobnoustroje często wykorzystują swoiste procesy metaboliczne, które nie mają swojego odpowiednika u organizmów wyższych. Ponadto struktura kluczowych białek odpowiedzialnych np. za syntezę kwasów nukleinowych bywa odmienna.
Leki przeciwbakteryjne: typowymi antymetabolitami są antybiotyki oddziałujące na syntezę ściany komórkowej: beta-laktamy (penicyliny i cefalosporyny), glikopeptydy, wiele leków przeciwgruźliczych; inhibitory rybosomów: tetracykliny, makrolidy, czy chloramfenikol oraz niektóre środki zaburzające syntezę bakteryjnego DNA, np. sulfonamidy.
Leki przeciwwirusowe: leki wirostatyczne hamują replikację wirusów na różnych etapach. Te aktywne podczas powielania DNA (acyklowir, efawirenz, tenofowir, zydowudyna) oraz translacji (oligonukleotyd antysensowy – fomiwirsen) ponownie zalicza się do antymetabolitów.
Leki przeciwgrzybicze: punkty uchwytu, które służą przerwaniu ważnych szlaków metabolicznych, to m.in. synteza ergosterolu (azole, inhibitory epoksydazy skwalenowej, morfoliny), synteza glukanów (kandyny), synteza kwasów nukleinowych (fluorocytozyna).